# Angelo Iachino
Angelo Iachino (4 de abril de 1889, Sanremo, Liguria - 3 de diciembre de 1976, Roma) fue un almirante italiano, que estuvo al frente de la flota de la Regia Marina (la Marina de Guerra italiana) en el Mediterráneo durante la Segunda Guerra Mundial.

## Historial
Angelo Ioachino era hijo de un profesor de instituto, y a los 15 años de edad entró en la Academia Naval de Livorno.
Participó en las guerras coloniales italianas en Libia, con el grado de guardamarina, y con una edad poco superior a los 20 años. Tomó parte igualmente en la Primera Guerra Mundial, durante la que asumió el mando de un torpedero.
En el período de entreguerras, participó en varias misiones en el extranjero, y estuvo al mando de la cañonera fluvial Ermanno Carlotto en Tianjin, en la China, así como el crucero Armando Diaz, este último durante un viaje propagandístico en el extranjero.
Fue rápidamente ascendido, ocupando su primer destino de importancia como comandante de la Academia Naval de Livorno. 
Iniciada la Segunda Guerra Mundial, asumió el mando de la Segunda Escuadra, formada por cruceros pesados, participando con dicha escuadra en la batalla de Cabo Teulada el 27 de noviembre de 1940.
El 9 de diciembre de 1940 fue nombrado nuevo comandante en jefe de la Flota italiana, en sustitución de Inigo Campioni. Por consiguiente, luchó contra los almirantes británicos de la Royal Navy Andrew Cunningham o Philip Vian, que asumieron el mando de la flota británica del Mediterráneo durante la guerra, así como contra el igualmente británico James Somerville (comandante de la Fuerza H británica con base en la isla de Gibraltar).
Angelo Iachino estuvo igualmente al mando de la flota italiana durante la batalla del Cabo Matapán, y también en la primera y segunda batallas del golfo de Sirte.
En abril de 1943 fue reemplazado por Carlo Bergamini. 
En 1954, tras haber logrado el ascenso a almirante, abandonó el servicio activo, pasando a situación de reserva. Tras su retiro, escribió y publicó algunas obras sobre los acontecimientos de la Segunda Guerra Mundial.
En 1974 ofreció en Tarento el Monumento al Marinero de Tarento. Falleció en Roma el 3 de diciembre de 1976.